# Bacourt
Cet article possède des paronymes, voir Bécourt et Boncourt (Eure-et-Loir).
Bacourt est une commune française située dans le département de la Moselle, en région Grand Est.

## Géographie
La commune est située sur la rive gauche de la Nied française.

### Accès
| Thimonville | Morville-sur-Nied |            |
|             | Bacourt           | Prévocourt |
| Xocourt     | Tincry            |            |

### Hydrographie
La commune est située dans le bassin versant du Rhin au sein du bassin Rhin-Meuse. Elle est drainée par le ruisseau de Dideleau et le ruisseau du Grand Etang.

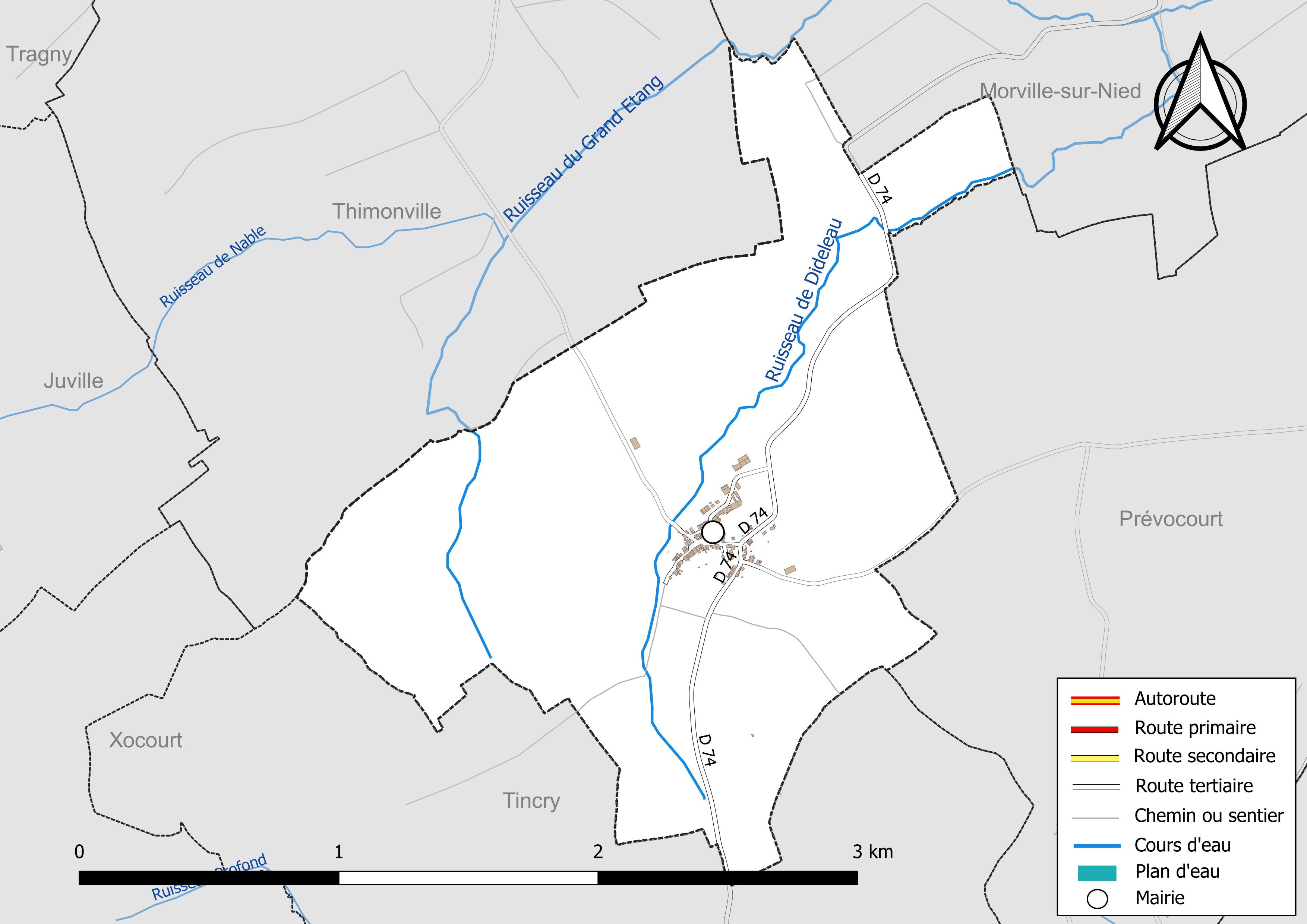
Réseaux hydrographique et routier de Bacourt.

### Climat
Pour des articles plus généraux, voir Climat du Grand Est et Climat de la Moselle.
En 2010, le climat de la commune est de type climat des marges montargnardes, selon une étude du Centre national de la recherche scientifique s'appuyant sur une série de données couvrant la période 1971-2000. En 2020, Météo-France publie une typologie des climats de la France métropolitaine dans laquelle la commune est exposée à un climat semi-continental et est dans la région climatique  Lorraine, plateau de Langres, Morvan, caractérisée par un hiver rude (1,5 °C), des vents modérés et des brouillards fréquents en automne et hiver. 
Pour la période 1971-2000, la température annuelle moyenne est de 9,5 °C, avec une amplitude thermique annuelle de 16,9 °C. Le cumul annuel moyen de précipitations est de 830 mm, avec 12 jours de précipitations en janvier et 10 jours en juillet. Pour la période 1991-2020, la température moyenne annuelle observée sur la station météorologique de Météo-France la plus proche, « Lesse_sapc », sur la commune de Lesse à 8 km à vol d'oiseau, est de 10,7 °C et le cumul annuel moyen de précipitations est de 694,0 mm. 
La température maximale relevée sur cette station est de 40 °C, atteinte le 25 juillet 2019 ; la température minimale est de −20,7 °C, atteinte le 20 décembre 2009,,. 
Les paramètres climatiques de la commune ont été estimés pour le milieu du siècle (2041-2070) selon différents scénarios d'émission de gaz à effet de serre à partir des nouvelles projections climatiques de référence DRIAS-2020. Ils sont consultables sur un site dédié publié par Météo-France en novembre 2022.

## Urbanisme

### Typologie
Au 1er janvier 2024, Bacourt est catégorisée commune rurale à habitat dispersé, selon la nouvelle grille communale de densité à sept niveaux définie par l'Insee en 2022.
Elle est située hors unité urbaine. Par ailleurs la commune fait partie de l'aire d'attraction de Metz, dont elle est une commune de la couronne,. Cette aire, qui regroupe 245 communes, est catégorisée dans les aires de 200 000 à moins de 700 000 habitants,.

### Occupation des sols
L'occupation des sols de la commune, telle qu'elle ressort de la base de données européenne d’occupation biophysique des sols Corine Land Cover (CLC), est marquée par l'importance des territoires agricoles (78 % en 2018), une proportion identique à celle de 1990 (78 %). La répartition détaillée en 2018 est la suivante : 
prairies (42,9 %), terres arables (35,1 %), forêts (15,3 %), zones urbanisées (6,7 %). L'évolution de l’occupation des sols de la commune et de ses infrastructures peut être observée sur les différentes représentations cartographiques du territoire : la carte de Cassini (XVIIIe siècle), la carte d'état-major (1820-1866) et les cartes ou photos aériennes de l'IGN pour la période actuelle (1950 à aujourd'hui).

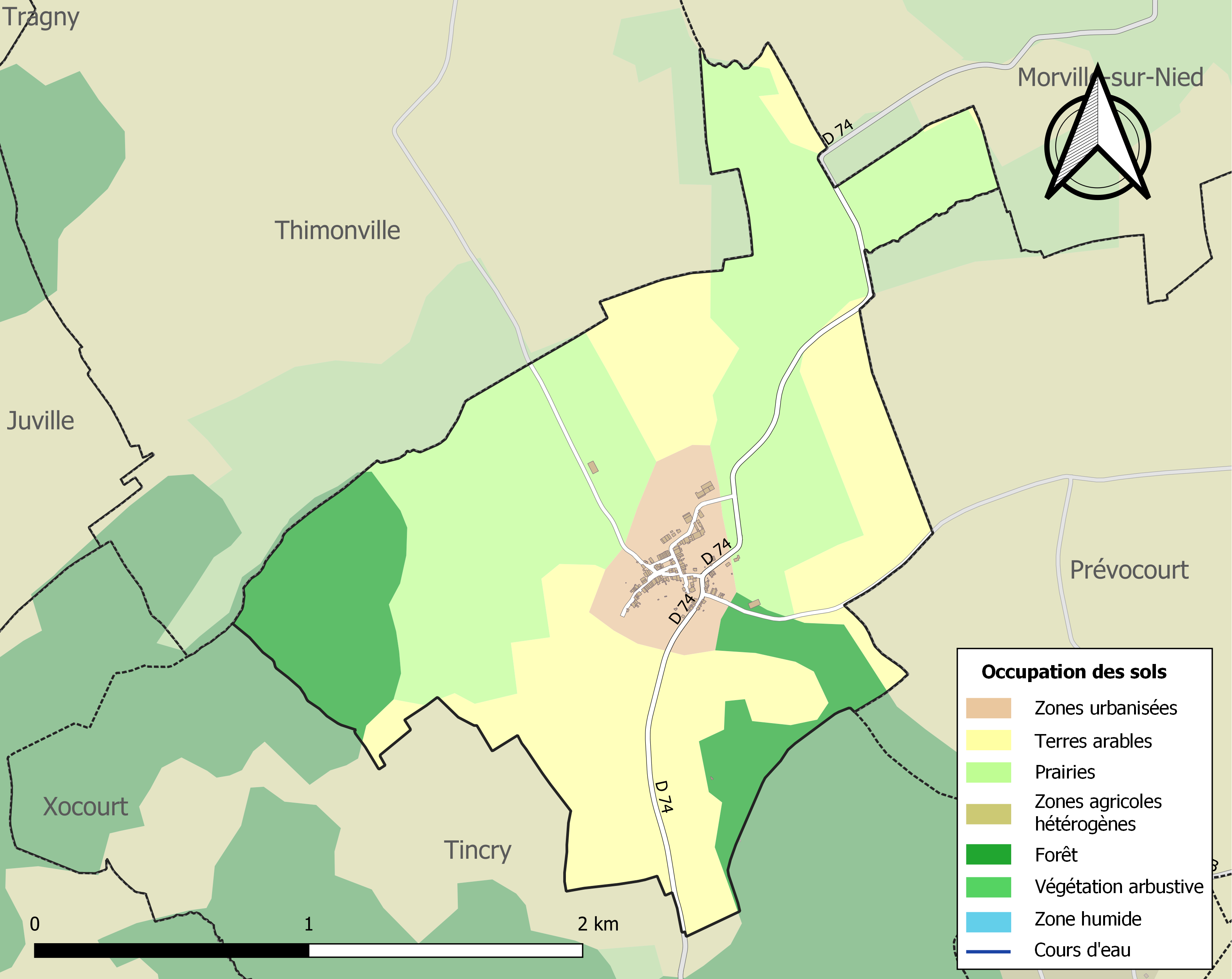
Carte des infrastructures et de l'occupation des sols de la commune en 2018 (CLC).

## Toponymie
- D'un nom de personne germanique Bado + cortem[13].
- Badascort (1018), Bascurt (1187-1210), Baucourt (1317), Baulcourt (1505), Badenhofen (1915-1918).

## Histoire
Village de la seigneurie de Viviers et siège d'une seigneurie avec château ayant appartenu à la famille Bacourt XIIIe siècle ; détruit au début XIXe siècle.
Dépendait en 1594 de la prévôté d'Amance (bailliage de Nancy) ; en 1710 de la prévôté et du bailliage de Pont-à-Mousson ; puis en 1751 du bailliage de Château-Salins sous la coutume de Saint-Mihiel.
Situé dans le département de la Meurthe lors de la création des départements par l'Assemblée législative, le village fut annexé par l'Empire allemand en 1871 et se retrouva dans le département de la Moselle lors du retour de l'Alsace-Lorraine à la France en 1918.
Annexé au Troisième Reich de 1940 à 1944, la population fut expulsée vers le village français d'Aixe-sur-Vienne et ne revint qu'après la Libération.
- De 1790 à 2015, Bacourt était une commune de l'ex Canton de Delme.

## Politique et administration
| Période                                  | Période   | Identité           | Étiquette | Qualité |
| ---------------------------------------- | --------- | ------------------ | --------- | ------- |
| Les données manquantes sont à compléter. |           |                    |           |         |
| mars 1977                                | mars 1995 | Roland Bouchy      |           |         |
| mars 1995                                | mars 2008 | Marie-Noëlle Franz |           |         |
| mars 2008                                | En cours  | Geneviève Bouchy   |           |         |

## Démographie
L'évolution du nombre d'habitants est connue à travers les recensements de la population effectués dans la commune depuis 1793. Pour les communes de moins de 10 000 habitants, une enquête de recensement portant sur toute la population est réalisée tous les cinq ans, les populations de référence des années intermédiaires étant quant à elles estimées par interpolation ou extrapolation. Pour la commune, le premier recensement exhaustif entrant dans le cadre du nouveau dispositif a été réalisé en 2006.

En 2022, la commune comptait 113 habitants, en évolution de +2,73 % par rapport à 2016 (Moselle : +0,52 %, France hors Mayotte : +2,11 %).
| 1793 | 1800 | 1806 | 1821 | 1831 | 1836 | 1841 | 1846 | 1851 |
| ---- | ---- | ---- | ---- | ---- | ---- | ---- | ---- | ---- |
| 374  | 381  | 478  | 384  | 404  | 461  | 484  | 511  | 557  |

| 1856 | 1861 | 1871 | 1875 | 1880 | 1885 | 1890 | 1895 | 1900 |
| ---- | ---- | ---- | ---- | ---- | ---- | ---- | ---- | ---- |
| 521  | 511  | 417  | 385  | 370  | 355  | 337  | 325  | 282  |

| 1905 | 1910 | 1921 | 1926 | 1931 | 1936 | 1946 | 1954 | 1962 |
| ---- | ---- | ---- | ---- | ---- | ---- | ---- | ---- | ---- |
| 294  | 257  | 210  | 175  | 155  | 158  | 165  | 166  | 141  |

| 1968 | 1975 | 1982 | 1990 | 1999 | 2006 | 2011 | 2016 | 2021 |
| ---- | ---- | ---- | ---- | ---- | ---- | ---- | ---- | ---- |
| 127  | 103  | 103  | 96   | 109  | 114  | 117  | 110  | 112  |

| 2022 | - | - | - | - | - | - | - | - |
| ---- | - | - | - | - | - | - | - | - |
| 113  | - | - | - | - | - | - | - | - |

## Culture locale et patrimoine

### Lieux et monuments
- Vestiges gallo-romains.
- Église Saint-Martin : curieux édifice XVe siècle/XVIe siècle et 1764 à 3 nefs de 2 travées ; statue de saint Martin XIVe siècle.

### Personnalités liées à la commune
- Adolphe Fourier de Bacourt, diplomate.

### Héraldique
| Blason de Bacourt | Blason  | De gueules au lion couronné d'or.                |
| Blason de Bacourt | Détails | Le statut officiel du blason reste à déterminer. |

## Pour approfondir